# Dark as Day
Dark as Day est un roman de science-fiction de l'auteur américain Charles Sheffield paru aux éditions Tor Books en 2002. Il s'agit du roman final de la trilogie Cold as Ice.